# Medaliści mistrzostw świata w narciarstwie klasycznym w biegach narciarskich
Lista medalistów mistrzostw świata w narciarstwie klasycznym w biegach narciarskich

## Mężczyźni

### 18/17/15 km
Zawody mistrzostw świata w biegu na 15 km mężczyzn rozgrywane są od pierwszej edycji imprezy, czyli od 1925 roku. Pierwotnie jednak zawodnicy rywalizowali na dystansie 18 km, przy czym w latach 1929–1930 dystans ten skrócono do 17 km. Od 1954 roku zawodnicy startują na dystansie 15 km.
| Rok i miejsce           | Styl      |                | Złoto                  |                | Srebro                   |                | Brąz                    | Źr.    |
| ----------------------- | --------- | -------------- | ---------------------- | -------------- | ------------------------ | -------------- | ----------------------- | ------ |
| 1925, Jańskie Łaźnie    | klasyczny | Czechosłowacja | Otakar Německý         | Czechosłowacja | František Donth          | Czechosłowacja | Josef Erlebach          | [ 1 ]  |
| 1927, Cortina d’Ampezzo | klasyczny | Szwecja        | John Lindgren          | Czechosłowacja | František Donth          |                | Viktor Schneider        | [ 2 ]  |
| 1929, Zakopane          | klasyczny | Finlandia      | Veli Saarinen          | Finlandia      | Anselm Knuuttila         | Szwecja        | Hjalmar Bergström       | [ 3 ]  |
| 1930, Oslo              | klasyczny | Norwegia       | Arne Rustadstuen       | Norwegia       | Trygve Brodahl           | Finlandia      | Tauno Lappalainen       | [ 4 ]  |
| 1931, Oberhof           | klasyczny | Czechosłowacja | Johan Grøttumsbråten   | Czechosłowacja | Kristian Hovde           | Szwecja        | Nils Svärd              | [ 5 ]  |
| 1933, Innsbruck         | klasyczny | Szwecja        | Nils-Joel Englund      | Szwecja        | Hjalmar Bergström        | Finlandia      | Väinö Liikkanen         | [ 6 ]  |
| 1934, Sollefteå         | klasyczny | Finlandia      | Sulo Nurmela           | Finlandia      | Veli Saarinen            | Finlandia      | Tauno Lappalainen       | [ 7 ]  |
| 1935, Wysokie Tatry     | klasyczny | Finlandia      | Klaes Karppinen        | Norwegia       | Oddbjørn Hagen           | Norwegia       | Olaf Hoffsbakken        | [ 8 ]  |
| 1937, Chamonix          | klasyczny | Norwegia       | Lars Bergendahl        | Finlandia      | Kalle Jalkanen           | Finlandia      | Pekka Niemi             | [ 9 ]  |
| 1938, Lahti             | klasyczny | Finlandia      | Pauli Pitkänen         | Szwecja        | Alfred Dahlqvist         | Finlandia      | Kalle Jalkanen          | [ 10 ] |
| 1939, Zakopane          | klasyczny | Finlandia      | Jussi Kurikkala        | Finlandia      | Klaes Karppinen          | Szwecja        | Carl Pahlin             | [ 11 ] |
| 1950, Innsbruck         | klasyczny | Szwecja        | Karl-Erik Åström       | Szwecja        | Enar Josefsson           | Norwegia       | Arnljot Nyaas           | [ 12 ] |
| 1954, Falun             | klasyczny | Finlandia      | Veikko Hakulinen       | Finlandia      | Arvo Viitanen            | Finlandia      | August Kiuru            | [ 13 ] |
| 1958, Lahti             | klasyczny | Finlandia      | Veikko Hakulinen       |                | Pawieł Kołczin           |                | Anatolij Szeluchin      | [ 14 ] |
| 1962, Zakopane          | klasyczny | Szwecja        | Assar Rönnlund         | Norwegia       | Harald Grønningen        | Norwegia       | Einar Østby             | [ 15 ] |
| 1966, Oslo              | klasyczny | Norwegia       | Gjermund Eggen         | Norwegia       | Ole Ellefsæter           | Norwegia       | Odd Martinsen           | [ 16 ] |
| 1970, Wysokie Tatry     | klasyczny | Szwecja        | Lars-Göran Åslund      | Norwegia       | Odd Martinsen            |                | Fiodor Simaszow         | [ 17 ] |
| 1974, Falun             | klasyczny | Norwegia       | Magne Myrmo            |                | Gerhard Grimmer          |                | Wasilij Roczew          | [ 18 ] |
| 1978, Lahti             | klasyczny | Polska         | Józef Łuszczek         |                | Jewgienij Bielajew       | Finlandia      | Juha Mieto              | [ 19 ] |
| 1982, Oslo              | dowolny   | Norwegia       | Oddvar Brå             |                | Aleksandr Zawjałow       | Finlandia      | Harri Kirvesniemi       | [ 20 ] |
| 1985, Seefeld           | klasyczny | Finlandia      | Kari Härkönen          | Szwecja        | Thomas Wassberg          | Włochy         | Maurilio De Zolt        | [ 21 ] |
| 1987, Oberstdorf        | klasyczny | Włochy         | Marco Albarello        | Szwecja        | Thomas Wassberg          |                | Michaił Diewiatjarow    | [ 22 ] |
| 1989, Lahti             | klasyczny | Finlandia      | Harri Kirvesniemi      | Norwegia       | Pål Gunnar Mikkelsplass  | Norwegia       | Vegard Ulvang           | [ 23 ] |
| 1989, Lahti             | dowolny   | Szwecja        | Gunde Svan             | Szwecja        | Torgny Mogren            | Szwecja        | Lars Håland             | [ 24 ] |
| 1991, Val di Fiemme     | dowolny   | Norwegia       | Bjørn Dæhlie           | Szwecja        | Gunde Svan               |                | Władimir Smirnow        | [ 25 ] |
| 2001, Lahti             | klasyczny | Szwecja        | Per Elofsson           | Szwecja        | Mathias Fredriksson      | Norwegia       | Odd-Bjørn Hjelmeset     | [ 26 ] |
| 2003, Val di Fiemme     | klasyczny | Niemcy         | Axel Teichmann         | Estonia        | Jaak Mae                 | Norwegia       | Frode Estil             | [ 27 ] |
| 2005, Oberstdorf        | dowolny   | Włochy         | Pietro Piller Cottrer  | Włochy         | Fulvio Valbusa           | Norwegia       | Tore Ruud Hofstad       | [ 28 ] |
| 2007, Sapporo           | dowolny   | Norwegia       | Lars Berger            | Białoruś       | Leanid Karnijenka        | Niemcy         | Tobias Angerer          | [ 29 ] |
| 2009, Liberec           | klasyczny | Estonia        | Andrus Veerpalu        | Czechy         | Lukáš Bauer              | Finlandia      | Matti Heikkinen         | [ 30 ] |
| 2011, Oslo              | klasyczny | Finlandia      | Matti Heikkinen        | Norwegia       | Eldar Rønning            | Norwegia       | Martin Johnsrud Sundby  | [ 31 ] |
| 2013, Val di Fiemme     | dowolny   | Norwegia       | Petter Northug         | Szwecja        | Johan Olsson             | Norwegia       | Tord Asle Gjerdalen     | [ 32 ] |
| 2015, Falun             | dowolny   | Szwecja        | Johan Olsson           | Francja        | Maurice Manificat        | Norwegia       | Anders Gløersen         | [ 33 ] |
| 2017, Lahti             | klasyczny | Finlandia      | Iivo Niskanen          | Norwegia       | Martin Johnsrud Sundby   | Norwegia       | Niklas Dyrhaug          | [ 34 ] |
| 2019, Seefeld           | klasyczny | Norwegia       | Martin Johnsrud Sundby | Rosja          | Aleksandr Biessmiertnych | Finlandia      | Iivo Niskanen           | [ 35 ] |
| 2021, Oberstdorf        | dowolny   | Norwegia       | Hans Christer Holund   | Norwegia       | Simen Hegstad Krüger     | Norwegia       | Harald Østberg Amundsen | [ 36 ] |
| 2023, Planica           | dowolny   | Norwegia       | Simen Hegstad Krüger   | Norwegia       | Harald Østberg Amundsen  | Norwegia       | Hans Christer Holund    | [ 37 ] |

### 50 km
Zawody mistrzostw świata w biegu na 50 km mężczyzn rozgrywane są od pierwszej edycji imprezy, czyli od 1925 roku. Od 2005 roku bieg jest rozgrywany ze startu masowego.
| Rok i miejsce           | Styl      |                | Złoto                |                | Srebro                 |                | Brąz                 | Źr.    |
| ----------------------- | --------- | -------------- | -------------------- | -------------- | ---------------------- | -------------- | -------------------- | ------ |
| 1925, Jańskie Łaźnie    | klasyczny | Czechosłowacja | František Donth      | Czechosłowacja | František Häckel       | Czechosłowacja | Antonín Ettrich      | [ 38 ] |
| 1926, Lahti             | klasyczny | Finlandia      | Matti Raivio         | Finlandia      | Tauno Lappalainen      | Norwegia       | Olav Kjelbotn        | [ 39 ] |
| 1927, Cortina d’Ampezzo | klasyczny | Szwecja        | John Lindgren        | Szwecja        | John Wikström          | Czechosłowacja | František Donth      | [ 40 ] |
| 1929, Zakopane          | klasyczny | Finlandia      | Anselm Knuuttila     | Finlandia      | Veli Saarinen          | Szwecja        | Olle Hansson         | [ 41 ] |
| 1930, Oslo              | klasyczny | Szwecja        | Sven Utterström      | Norwegia       | Arne Rustadstuen       | Finlandia      | Adiel Paananen       | [ 42 ] |
| 1931, Oberhof           | klasyczny | Norwegia       | Ole Stenen           | Norwegia       | Martin Peder Vangli    | Szwecja        | Karl Lindberg        | [ 43 ] |
| 1933, Innsbruck         | klasyczny | Finlandia      | Veli Saarinen        | Szwecja        | Sven Utterström        | Szwecja        | Hjalmar Bergström    | [ 44 ] |
| 1934, Sollefteå         | klasyczny | Szwecja        | Elis Wiklund         | Szwecja        | Nils-Joel Englund      | Finlandia      | Olli Remes           | [ 45 ] |
| 1935, Wysokie Tatry     | klasyczny | Szwecja        | Nils-Joel Englund    | Finlandia      | Klaes Karppinen        | Norwegia       | Trygve Brodahl       | [ 46 ] |
| 1937, Chamonix          | klasyczny | Finlandia      | Pekka Niemi          | Finlandia      | Klaes Karppinen        |                | Vincenzo Demetz      | [ 47 ] |
| 1938, Lahti             | klasyczny | Finlandia      | Kalle Jalkanen       | Finlandia      | Alvar Rantalahti       | Norwegia       | Lars Bergendahl      | [ 48 ] |
| 1939, Zakopane          | klasyczny | Norwegia       | Lars Bergendahl      | Finlandia      | Klaes Karppinen        | Norwegia       | Oscar Gjøslien       | [ 49 ] |
| 1950, Innsbruck         | klasyczny | Szwecja        | Gunnar Eriksson      | Szwecja        | Enar Josefsson         | Szwecja        | Nils Karlsson        | [ 50 ] |
| 1954, Falun             | klasyczny |                | Władimir Kuzin       | Finlandia      | Veikko Hakulinen       | Finlandia      | Arvo Viitanen        | [ 51 ] |
| 1958, Lahti             | klasyczny | Szwecja        | Sixten Jernberg      | Finlandia      | Veikko Hakulinen       | Finlandia      | Arvo Viitanen        | [ 52 ] |
| 1962, Zakopane          | klasyczny | Szwecja        | Sixten Jernberg      | Szwecja        | Assar Rönnlund         | Finlandia      | Kalevi Hämäläinen    | [ 53 ] |
| 1966, Oslo              | klasyczny | Norwegia       | Gjermund Eggen       | Finlandia      | Arto Tiainen           | Finlandia      | Eero Mäntyranta      | [ 54 ] |
| 1970, Wysokie Tatry     | klasyczny | Finlandia      | Kalevi Oikarainen    |                | Wiaczesław Wiedienin   |                | Gerhard Grimmer      | [ 55 ] |
| 1974, Falun             | klasyczny |                | Gerhard Grimmer      | Czechosłowacja | Stanislav Henych       | Szwecja        | Thomas Magnuson      | [ 56 ] |
| 1978, Lahti             | klasyczny | Szwecja        | Sven-Åke Lundbäck    |                | Jewgienij Bielajew     | Francja        | Jean-Paul Pierrat    | [ 57 ] |
| 1982, Oslo              | dowolny   | Szwecja        | Thomas Wassberg      |                | Jurij Burłakow         | Norwegia       | Lars Erik Eriksen    | [ 58 ] |
| 1985, Seefeld           | klasyczny | Szwecja        | Gunde Svan           | Włochy         | Maurilio De Zolt       | Norwegia       | Ove Aunli            | [ 59 ] |
| 1987, Oberstdorf        | dowolny   | Włochy         | Maurilio De Zolt     | Szwecja        | Thomas Wassberg        | Szwecja        | Torgny Mogren        | [ 60 ] |
| 1989, Lahti             | dowolny   | Szwecja        | Gunde Svan           | Szwecja        | Torgny Mogren          |                | Aleksiej Prokurorow  | [ 61 ] |
| 1991, Val di Fiemme     | dowolny   | Szwecja        | Torgny Mogren        | Szwecja        | Gunde Svan             | Włochy         | Maurilio De Zolt     | [ 62 ] |
| 1993, Falun             | dowolny   | Szwecja        | Torgny Mogren        | Francja        | Hervé Balland          | Norwegia       | Bjørn Dæhlie         | [ 63 ] |
| 1995, Thunder Bay       | dowolny   | Włochy         | Silvio Fauner        | Szwecja        | Gunde Svan             | Kazachstan     | Władimir Smirnow     | [ 64 ] |
| 1997, Trondheim         | klasyczny | Finlandia      | Mika Myllylä         | Norwegia       | Erling Jevne           | Norwegia       | Bjørn Dæhlie         | [ 65 ] |
| 1999, Ramsau            | klasyczny | Finlandia      | Mika Myllylä         | Estonia        | Andrus Veerpalu        | Austria        | Michaił Botwinow     | [ 66 ] |
| 2001, Lahti             | dowolny   | Hiszpania      | Johann Mühlegg       | Niemcy         | René Sommerfeldt       | Rosja          | Siergiej Krianin     | [ 67 ] |
| 2003, Val di Fiemme     | dowolny   | Czechy         | Martin Koukal        | Szwecja        | Anders Södergren       | Szwecja        | Jörgen Brink         | [ 68 ] |
| 2005, Oberstdorf        | klasyczny | Norwegia       | Frode Estil          | Norwegia       | Anders Aukland         | Norwegia       | Odd-Bjørn Hjelmeset  | [ 69 ] |
| 2007, Sapporo           | dowolny   | Norwegia       | Odd-Bjørn Hjelmeset  | Norwegia       | Frode Estil            | Niemcy         | Jens Filbrich        | [ 70 ] |
| 2009, Liberec           | dowolny   | Norwegia       | Petter Northug       | Rosja          | Maksim Wylegżanin      | Niemcy         | Tobias Angerer       | [ 71 ] |
| 2011, Oslo              | dowolny   | Norwegia       | Petter Northug       | Rosja          | Maksim Wylegżanin      | Norwegia       | Tord Asle Gjerdalen  | [ 72 ] |
| 2013, Val di Fiemme     | klasyczny | Szwecja        | Johan Olsson         | Szwajcaria     | Dario Cologna          | Kazachstan     | Aleksiej Połtoranin  | [ 73 ] |
| 2015, Falun             | klasyczny | Norwegia       | Petter Northug       | Czechy         | Lukáš Bauer            | Szwecja        | Johan Olsson         | [ 74 ] |
| 2017, Lahti             | dowolny   | Kanada         | Alex Harvey          | Rosja          | Siergiej Ustiugow      | Finlandia      | Matti Heikkinen      | [ 75 ] |
| 2019, Seefeld           | dowolny   | Norwegia       | Hans Christer Holund | Rosja          | Aleksandr Bolszunow    | Norwegia       | Sjur Røthe           | [ 76 ] |
| 2021, Oberstdorf        | klasyczny | Norwegia       | Emil Iversen         |                | Aleksandr Bolszunow    | Norwegia       | Simen Hegstad Krüger | [ 77 ] |
| 2023, Planica           | klasyczny | Norwegia       | Pål Golberg          | Norwegia       | Johannes Høsflot Klæbo | Szwecja        | William Poromaa      | [ 78 ] |

### Bieg pościgowy/łączony
Zawody mistrzostw świata w biegu pościgowym/łączonym mężczyzn rozgrywane są od 26. edycji imprezy, czyli od 1993 roku. Pierwotnie zawodnicy rywalizowali najpierw w biegu na 10 km techniką klasyczną, a następnie na dystansie 15 km stylem dowolnym, przy czym biegi te nie były rozgrywane tego samego dnia. W 2001 roku zmieniono format na dwa biegi po 10 km w każdej z technik, a całość zawodów rozgrywała się tego samego dnia, bez przerwy. Od 2005 roku zwiększono dystans do dwóch rund po 15 km.
| Rok i miejsce       |            | Złoto                |            | Srebro                 |           | Brąz                   | Źr.    |
| ------------------- | ---------- | -------------------- | ---------- | ---------------------- | --------- | ---------------------- | ------ |
| 1993, Falun         | Norwegia   | Bjørn Dæhlie         | Kazachstan | Władimir Smirnow       | Włochy    | Silvio Fauner          | [ 79 ] |
| 1995, Thunder Bay   | Kazachstan | Władimir Smirnow     | Włochy     | Silvio Fauner          | Finlandia | Jari Isometsä          | [ 80 ] |
| 1997, Trondheim     | Norwegia   | Bjørn Dæhlie         | Finlandia  | Mika Myllylä           | Rosja     | Aleksiej Prokurorow    | [ 81 ] |
| 1999, Ramsau        | Norwegia   | Thomas Alsgaard      | Finlandia  | Mika Myllylä           | Włochy    | Fulvio Valbusa         | [ 82 ] |
| 2001, Lahti         | Szwecja    | Per Elofsson         | Hiszpania  | Johann Mühlegg         | Rosja     | Witalij Dienisow       | [ 83 ] |
| 2003, Val di Fiemme | Szwecja    | Per Elofsson         | Norwegia   | Tore Ruud Hofstad      | Szwecja   | Jörgen Brink           | [ 84 ] |
| 2005, Oberstdorf    | Francja    | Vincent Vittoz       | Włochy     | Giorgio Di Centa       | Norwegia  | Frode Estil            | [ 85 ] |
| 2007, Sapporo       | Niemcy     | Axel Teichmann       | Niemcy     | Tobias Angerer         | Włochy    | Pietro Piller Cottrer  | [ 86 ] |
| 2009, Liberec       | Norwegia   | Petter Northug       | Szwecja    | Anders Södergren       | Włochy    | Giorgio Di Centa       | [ 87 ] |
| 2011, Oslo          | Norwegia   | Petter Northug       | Rosja      | Maksim Wylegżanin      | Rosja     | Ilja Czernousow        | [ 88 ] |
| 2013, Val di Fiemme | Szwajcaria | Dario Cologna        | Norwegia   | Martin Johnsrud Sundby | Norwegia  | Sjur Røthe             | [ 89 ] |
| 2015, Falun         | Rosja      | Maksim Wylegżanin    | Szwajcaria | Dario Cologna          | Kanada    | Alex Harvey            | [ 90 ] |
| 2017, Lahti         | Rosja      | Siergiej Ustiugow    | Norwegia   | Martin Johnsrud Sundby | Norwegia  | Finn Hågen Krogh       | [ 91 ] |
| 2019, Seefeld       | Norwegia   | Sjur Røthe           | Rosja      | Aleksandr Bolszunow    | Norwegia  | Martin Johnsrud Sundby | [ 92 ] |
| 2021, Oberstdorf    |            | Aleksandr Bolszunow  | Norwegia   | Simen Hegstad Krüger   | Norwegia  | Hans Christer Holund   | [ 93 ] |
| 2023, Planica       | Norwegia   | Simen Hegstad Krüger | Norwegia   | Johannes Høsflot Klæbo | Norwegia  | Sjur Røthe             | [ 94 ] |

### Sprint
Zawody mistrzostw świata w sprincie mężczyzn rozgrywane są od 30. edycji imprezy, czyli od 2001 roku.
| Rok i miejsce       | Styl      |          | Złoto                  |          | Srebro              |          | Brąz                   | Źr.     |
| ------------------- | --------- | -------- | ---------------------- | -------- | ------------------- | -------- | ---------------------- | ------- |
| 2001, Lahti         | dowolny   | Norwegia | Tor Arne Hetland       | Włochy   | Cristian Zorzi      | Norwegia | Håvard Solbakken       | [ 95 ]  |
| 2003, Val di Fiemme | dowolny   | Szwecja  | Thobias Fredriksson    | Norwegia | Håvard Bjerkeli     | Norwegia | Tor Arne Hetland       | [ 96 ]  |
| 2005, Oberstdorf    | klasyczny | Rosja    | Wasilij Roczew         | Norwegia | Tor Arne Hetland    | Szwecja  | Thobias Fredriksson    | [ 97 ]  |
| 2007, Sapporo       | klasyczny | Norwegia | Jens Arne Svartedal    | Szwecja  | Mats Larsson        | Norwegia | Eldar Rønning          | [ 98 ]  |
| 2009, Liberec       | dowolny   | Norwegia | Ola Vigen Hattestad    | Norwegia | Johan Kjølstad      | Rosja    | Nikołaj Moriłow        | [ 99 ]  |
| 2011, Oslo          | dowolny   | Szwecja  | Marcus Hellner         | Norwegia | Petter Northug      | Szwecja  | Emil Jönsson           | [ 100 ] |
| 2013, Val di Fiemme | klasyczny | Rosja    | Nikita Kriukow         | Norwegia | Petter Northug      | Kanada   | Alex Harvey            | [ 101 ] |
| 2015, Falun         | klasyczny | Norwegia | Petter Northug         | Kanada   | Alex Harvey         | Norwegia | Ola Vigen Hattestad    | [ 102 ] |
| 2017, Lahti         | dowolny   | Włochy   | Federico Pellegrino    | Rosja    | Siergiej Ustiugow   | Norwegia | Johannes Høsflot Klæbo | [ 103 ] |
| 2019, Seefeld       | dowolny   | Norwegia | Johannes Høsflot Klæbo | Włochy   | Federico Pellegrino | Rosja    | Gleb Rietiwych         | [ 104 ] |
| 2021, Oberstdorf    | klasyczny | Norwegia | Johannes Høsflot Klæbo | Norwegia | Erik Valnes         | Norwegia | Håvard Solås Taugbøl   | [ 105 ] |
| 2023, Planica       | klasyczny | Norwegia | Johannes Høsflot Klæbo | Norwegia | Pål Golberg         | Francja  | Jules Chappaz          | [ 106 ] |

### 30 km
Zawody mistrzostw świata w biegu na 30 km mężczyzn rozegrano po raz pierwszy podczas drugiej edycji imprezy, w 1926 roku. Jednak już na kolejnych mistrzostwach bieg ten nie znalazł się w programie, powracając dopiero w 1954 roku. Następnie był rozgrywany stale, do 2003 roku, kiedy odbył się ze startu masowego. Od 2005 roku rozgrywanie tego biegu zarzucono.
| Rok i miejsce       | Styl      |            | Złoto                |           | Srebro            |                   | Brąz                | Źr.     |
| ------------------- | --------- | ---------- | -------------------- | --------- | ----------------- | ----------------- | ------------------- | ------- |
| 1926, Lahti         | klasyczny | Finlandia  | Matti Raivio         | Finlandia | Tauno Lappalainen | Finlandia         | Veli Saarinen       | [ 107 ] |
| 1954, Falun         | klasyczny |            | Władimir Kuzin       | Finlandia | Veikko Hakulinen  | Finlandia         | Martti Lautala      | [ 108 ] |
| 1958, Lahti         | klasyczny | Finlandia  | Kalevi Hämäläinen    |           | Pawieł Kołczin    | Szwecja           | Sixten Jernberg     | [ 109 ] |
| 1962, Zakopane      | klasyczny | Finlandia  | Eero Mäntyranta      | Szwecja   | Janne Stefansson  | Włochy            | Giulio De Florian   | [ 110 ] |
| 1966, Oslo          | klasyczny | Finlandia  | Eero Mäntyranta      | Finlandia | Kalevi Laurila    |                   | Walter Demel        | [ 111 ] |
| 1970, Wysokie Tatry | klasyczny |            | Wiaczesław Wiedienin |           | Gerhard Grimmer   | Norwegia          | Odd Martinsen       | [ 112 ] |
| 1974, Falun         | klasyczny | Szwecja    | Thomas Magnuson      | Finlandia | Juha Mieto        | Polska            | Jan Staszel         | [ 113 ] |
| 1978, Lahti         | klasyczny |            | Siergiej Sawieljew   |           | Nikołaj Zimiatow  | Polska            | Józef Łuszczek      | [ 114 ] |
| 1982, Oslo          | dowolny   | Szwecja    | Thomas Eriksson      | Norwegia  | Lars Erik Eriksen | Stany Zjednoczone | Bill Koch           | [ 115 ] |
| 1985, Seefeld       | klasyczny | Szwecja    | Gunde Svan           | Norwegia  | Ove Aunli         | Finlandia         | Harri Kirvesniemi   | [ 116 ] |
| 1987, Oberstdorf    | klasyczny | Szwecja    | Thomas Wassberg      | Finlandia | Aki Karvonen      | Szwecja           | Christer Majbäck    | [ 117 ] |
| 1989, Lahti         | klasyczny |            | Władimir Smirnow     | Norwegia  | Vegard Ulvang     | Szwecja           | Christer Majbäck    | [ 118 ] |
| 1991, Val di Fiemme | klasyczny | Szwecja    | Gunde Svan           |           | Władimir Smirnow  | Norwegia          | Vegard Ulvang       | [ 119 ] |
| 1993, Falun         | klasyczny | Norwegia   | Bjørn Dæhlie         | Norwegia  | Vegard Ulvang     | Kazachstan        | Władimir Smirnow    | [ 120 ] |
| 1995, Thunder Bay   | klasyczny | Kazachstan | Władimir Smirnow     | Norwegia  | Bjørn Dæhlie      | Rosja             | Aleksiej Prokurorow | [ 121 ] |
| 1997, Trondheim     | dowolny   | Rosja      | Aleksiej Prokurorow  | Norwegia  | Bjørn Dæhlie      | Norwegia          | Thomas Alsgaard     | [ 122 ] |
| 1999, Ramsau        | dowolny   | Finlandia  | Mika Myllylä         | Norwegia  | Thomas Alsgaard   | Norwegia          | Bjørn Dæhlie        | [ 123 ] |
| 2001, Lahti         | klasyczny | Estonia    | Andrus Veerpalu      | Norwegia  | Frode Estil       | Rosja             | Michaił Iwanow      | [ 124 ] |
| 2003, Val di Fiemme | klasyczny | Norwegia   | Thomas Alsgaard      | Norwegia  | Anders Aukland    | Norwegia          | Frode Estil         | [ 125 ] |

### 10 km
Zawody mistrzostw świata w biegu na 10 km mężczyzn rozgrywane były tylko w latach 1991–1999.
| Rok i miejsce       | Styl      |            | Złoto            |            | Srebro              |           | Brąz                | Źr.     |
| ------------------- | --------- | ---------- | ---------------- | ---------- | ------------------- | --------- | ------------------- | ------- |
| 1991, Val di Fiemme | klasyczny | Norwegia   | Terje Langli     | Szwecja    | Christer Majbäck    | Szwecja   | Torgny Mogren       | [ 126 ] |
| 1993, Falun         | klasyczny | Norwegia   | Sture Sivertsen  | Kazachstan | Władimir Smirnow    | Norwegia  | Vegard Ulvang       | [ 127 ] |
| 1995, Thunder Bay   | klasyczny | Kazachstan | Władimir Smirnow | Norwegia   | Bjørn Dæhlie        | Finlandia | Mika Myllylä        | [ 128 ] |
| 1997, Trondheim     | dowolny   | Norwegia   | Bjørn Dæhlie     | Rosja      | Aleksiej Prokurorow | Finlandia | Mika Myllylä        | [ 129 ] |
| 1999, Ramsau        | dowolny   | Finlandia  | Mika Myllylä     | Austria    | Alois Stadlober     | Norwegia  | Odd-Bjørn Hjelmeset | [ 130 ] |

### Sztafeta 4 × 10 km
Zawody mistrzostw świata w sztafecie mężczyzn rozgrywane są od siódmej edycji imprezy, czyli od 1933 roku. Rywalizacja odbywa się niezmiennie w formacie 4 × 10 km.
| Rok i miejsce          | Złoto | Srebro                                                                                      | Brąz | Źr.     |
| ---------------------- | --- | ------------------------------------------------------------------------------------------- | --- | ------- |
| 1933, Innsbruck        | Szwecja · Per-Erik Hedlund · Sven Utterström · Nils-Joel Englund · Hjalmar Bergström                                                                               | Czechosłowacja · František Šimůnek · Vladimír Novák · Antonín Bartoň · Cyril Musil          | Republika Austriacka · Hugo Gstrein · Hermann Gadner · Balthasar Niederkofler · Harald Paumgarten                                              | [ 131 ] |
| 1934, Sollefteå        | Finlandia · Sulo Nurmela · Klaes Karppinen · Martti Lappalainen · Veli Saarinen                                                                                    | III Rzesza · Walter Motz · Josef Schreiner · Willy Bogner · Herbert Leupold                 | Szwecja · Allan Karlsson · Lars Theodor Jonsson · Nils-Joel Englund · Arthur Häggblad                                                          | [ 132 ] |
| 1935, Vysoké Tatry     | Finlandia · Mikko Husu · Klaes Karppinen · Väinö Liikkanen · Sulo Nurmela                                                                                          | Norwegia · Sverre Brodahl · Bjarne Iversen · Olaf Hoffsbakken · Oddbjørn Hagen              | Szwecja · Halvar Moritz · Erik August Larsson · Martin Matsbo · Nils-Joel Englund                                                              | [ 133 ] |
| 1937, Chamonix         | Norwegia · Annar Ryen · Oskar Fredriksen · Sigurd Røen · Lars Bergendahl                                                                                           | Finlandia · Pekka Niemi · Klaes Karppinen · Jussi Kurikkala · Kalle Jalkanen                | Włochy · Giulio Gerardi · Aristide Compagnoni · Silvio Confortola · Vincenzo Demetz                                                            | [ 134 ] |
| 1938, Lahti            | Finlandia · Jussi Kurikkala · Martti Lauronen · Pauli Pitkänen · Klaes Karppinen                                                                                   | Norwegia · Ragnar Ringstad · Olav Økern · Arne Larsen · Lars Bergendahl                     | Szwecja · Sven Hansson · Donald Johansson · Sigurd Nilsson · Martin Matsbo                                                                     | [ 135 ] |
| 1939, Zakopane         | Finlandia · Pauli Pitkänen · Olavi Alakulppi · Eino Olkinuora · Klaes Karppinen                                                                                    | Szwecja · Alvar Hägglund · Selm Stenvall · John Westbergh · Carl Pahlin                     | Włochy · Aristide Compagnoni · Severino Compagnoni · Goffredo Baur · Alberto Jammaron                                                          | [ 136 ] |
| 1950, Lake Placid      | Szwecja · Nils Täpp · Karl-Erik Åström · Martin Lundström · Enar Josefsson                                                                                         | Finlandia · Heikki Hasu · Viljo Vellonen · Paavo Lonkila · August Kiuru                     | Norwegia · Martin Stokken · Eilert Dahl · Kristian Bjørn · Henry Hermansen                                                                     | [ 137 ] |
| 1954, Falun            | Finlandia · August Kiuru · Tapio Mäkelä · Arvo Viitanen · Veikko Hakulinen                                                                                         | ZSRR · Nikołaj Kozłow · Fiodor Tierientjew · Aleksiej Kuzniecow · Władimir Kuzin            | Szwecja · Sune Larsson · Sixten Jernberg · Arthur Olsson · Per-Erik Larsson                                                                    | [ 138 ] |
| 1958, Lahti            | Szwecja · Sixten Jernberg · Lennart Larsson · Sture Grahn · Per-Erik Larsson                                                                                       | ZSRR · Fiodor Tierientjew · Nikołaj Anikin · Anatolij Szeluchin · Pawieł Kołczin            | Finlandia · Kalevi Hämäläinen · Arto Tiainen · Arvo Viitanen · Veikko Hakulinen                                                                | [ 139 ] |
| 1962, Zakopane         | Szwecja · Lars Olsson · Sture Grahn · Sixten Jernberg · Assar Rönnlund                                                                                             | Finlandia · Väinö Huhtala · Kalevi Laurila · Pentti Pesonen · Eero Mäntyranta               | ZSRR · Iwan Utrobin · Pawieł Kołczin · Aleksiej Kuzniecow · Giennadij Waganow                                                                  | [ 140 ] |
| 1966, Oslo             | Norwegia · Odd Martinsen · Harald Grønningen · Ole Ellefsæter · Gjermund Eggen                                                                                     | Finlandia · Kalevi Oikarainen · Hannu Taipale · Kalevi Laurila · Eero Mäntyranta            | Włochy · Giulio De Florian · Franco Nones · Gianfranco Stella · Franco Manfroi                                                                 | [ 141 ] |
| 1970, Vysoké Tatry     | ZSRR · Władimir Woronkow · Walerij Tarakanow · Fiodor Simaszow · Wiaczesław Wiedienin                                                                              | NRD · Gerd Heßler · Axel Lesser · Gerhard Grimmer · Gert-Dietmar Klause                     | Szwecja · Ove Lestander · Jan Halvarsson · Ingvar Sandström · Lars-Göran Åslund                                                                | [ 142 ] |
| 1974, Falun            | NRD · Gerd Heßler · Dieter Meinel · Gerhard Grimmer · Gert-Dietmar Klause                                                                                          | ZSRR · Iwan Garanin · Fiodor Simaszow · Wasilij Roczew · Jurij Skobow                       | Norwegia · Magne Myrmo · Odd Martinsen · Ivar Formo · Oddvar Brå                                                                               | [ 143 ] |
| 1978, Lahti            | Szwecja · Sven-Åke Lundbäck · Christer Johansson · Tommy Limby · Thomas Magnuson                                                                                   | Finlandia · Esko Lähtevänoja · Juha Mieto · Pertti Teurajärvi · Matti Pitkänen              | Norwegia · Lars Erik Eriksen · Ove Aunli · Ivar Formo · Oddvar Brå                                                                             | [ 144 ] |
| 1982, Oslo             | Norwegia · Lars Erik Eriksen · Ove Aunli · Pål Gunnar Mikkelsplass · Oddvar Brå · ZSRR · Władimir Nikitin · Ołeksandr Batiuk · Jurij Burłakow · Aleksandr Zawjałow | –                                                                                           | Finlandia · Kari Härkönen · Aki Karvonen · Harri Kirvesniemi · Juha Mieto · NRD · Uwe Bellmann · Uwe Wünsch · Stefan Schicker · Frank Schröder | [ 145 ] |
| 1985, Seefeld in Tirol | Norwegia · Arild Monsen · Pål Gunnar Mikkelsplass · Tor Håkon Holte · Ove Aunli                                                                                    | Włochy · Marco Albarello · Giorgio Vanzetta · Maurilio De Zolt · Giuseppe Ploner            | Szwecja · Erik Östlund · Thomas Wassberg · Thomas Eriksson · Gunde Svan                                                                        | [ 146 ] |
| 1987, Oberstdorf       | Szwecja · Erik Östlund · Gunde Svan · Thomas Wassberg · Torgny Mogren                                                                                              | ZSRR · Ołeksandr Batiuk · Władimir Smirnow · Michaił Diewiatjarow · Władimir Sachnow        | Norwegia · Ove Aunli · Vegard Ulvang · Pål Gunnar Mikkelsplass · Terje Langli                                                                  | [ 147 ] |
| 1989, Lahti            | Szwecja · Christer Majbäck · Gunde Svan · Lars Håland · Torgny Mogren                                                                                              | Finlandia · Aki Karvonen · Harri Kirvesniemi · Kari Ristanen · Jari Räsänen                 | Czechosłowacja · Ladislav Švanda · Martin Petrásek · Radim Nyč · Václav Korunka                                                                | [ 148 ] |
| 1991, Predazzo         | Norwegia · Øyvind Skaanes · Terje Langli · Vegard Ulvang · Bjørn Dæhlie                                                                                            | Szwecja · Thomas Eriksson · Christer Majbäck · Gunde Svan · Torgny Mogren                   | Finlandia · Mika Kuusisto · Harri Kirvesniemi · Jari Isometsä · Jari Räsänen                                                                   | [ 149 ] |
| 1993, Falun            | Norwegia · Sture Sivertsen · Vegard Ulvang · Terje Langli · Bjørn Dæhlie                                                                                           | Włochy · Maurilio De Zolt · Marco Albarello · Giorgio Vanzetta · Silvio Fauner              | Rosja · Andriej Kiriłłow · Igor Badamszyn · Aleksiej Prokurorow · Michaił Botwinow                                                             | [ 150 ] |
| 1995, Thunder Bay      | Norwegia · Sture Sivertsen · Erling Jevne · Bjørn Dæhlie · Thomas Alsgaard                                                                                         | Finlandia · Karri Hietamäki · Harri Kirvesniemi · Jari Räsänen · Jari Isometsä              | Włochy · Fulvio Valbusa · Marco Albarello · Fabio Maj · Silvio Fauner                                                                          | [ 151 ] |
| 1997, Trondheim        | Norwegia · Sture Sivertsen · Erling Jevne · Bjørn Dæhlie · Thomas Alsgaard                                                                                         | Finlandia · Harri Kirvesniemi · Mika Myllylä · Jari Räsänen · Jari Isometsä                 | Włochy · Giorgio Di Centa · Silvio Fauner · Pietro Piller Cottrer · Fulvio Valbusa                                                             | [ 152 ] |
| 1999, Ramsau           | Austria · Markus Gandler · Alois Stadlober · Michaił Botwinow · Christian Hoffmann                                                                                 | Norwegia · Espen Bjervig · Erling Jevne · Bjørn Dæhlie · Thomas Alsgaard                    | Włochy · Giorgio Di Centa · Fabio Maj · Fulvio Valbusa · Silvio Fauner                                                                         | [ 153 ] |
| 2001, Lahti            | Norwegia · Frode Estil · Odd-Bjørn Hjelmeset · Thomas Alsgaard · Tor Arne Hetland                                                                                  | Szwecja · Urban Lindgren · Mathias Fredriksson · Magnus Ingesson · Per Elofsson             | Niemcy · Jens Filbrich · Andreas Schlütter · Ron Spanuth · René Sommerfeldt                                                                    | [ 154 ] |
| 2003, Predazzo         | Norwegia · Anders Aukland · Frode Estil · Tore Ruud Hofstad · Thomas Alsgaard                                                                                      | Niemcy · Jens Filbrich · Andreas Schlütter · René Sommerfeldt · Axel Teichmann              | Szwecja · Anders Södergren · Per Elofsson · Mathias Fredriksson · Jörgen Brink                                                                 | [ 155 ] |
| 2005, Oberstdorf       | Norwegia · Odd-Bjørn Hjelmeset · Frode Estil · Lars Berger · Tore Ruud Hofstad                                                                                     | Niemcy · Jens Filbrich · Andreas Schlütter · Tobias Angerer · Axel Teichmann                | Rosja · Nikołaj Pankratow · Wasilij Roczew · Jewgienij Diemientjew · Nikołaj Bolszakow                                                         | [ 156 ] |
| 2007, Sapporo          | Norwegia · Odd-Bjørn Hjelmeset · Petter Northug · Lars Berger · Eldar Rønning                                                                                      | Rosja · Nikołaj Pankratow · Wasilij Roczew · Aleksandr Legkow · Jewgienij Diemientjew       | Szwecja · Martin Larsson · Mathias Fredriksson · Marcus Hellner · Anders Södergren                                                             | [ 157 ] |
| 2009, Liberec          | Norwegia · Eldar Rønning · Odd-Bjørn Hjelmeset · Tore Ruud Hofstad · Petter Northug                                                                                | Niemcy · Jens Filbrich · Tobias Angerer · Franz Göring · Axel Teichmann                     | Finlandia · Matti Heikkinen · Sami Jauhojärvi · Teemu Kattilakoski · Ville Nousiainen                                                          | [ 158 ] |
| 2011, Oslo             | Norwegia · Petter Northug · Eldar Rønning · Tord Asle Gjerdalen · Martin Johnsrud Sundby                                                                           | Szwecja · Marcus Hellner · Daniel Richardsson · Johan Olsson · Anders Södergren             | Niemcy · Jens Filbrich · Axel Teichmann · Franz Göring · Tobias Angerer                                                                        | [ 159 ] |
| 2013, Predazzo         | Norwegia · Tord Asle Gjerdalen · Eldar Rønning · Sjur Røthe · Petter Northug                                                                                       | Szwecja · Daniel Richardsson · Johan Olsson · Marcus Hellner · Calle Halfvarsson            | Rosja · Jewgienij Biełow · Maksim Wylegżanin · Aleksandr Legkow · Siergiej Ustiugow                                                            | [ 160 ] |
| 2015, Falun            | Norwegia · Niklas Dyrhaug · Didrik Tønseth · Anders Gløersen · Petter Northug                                                                                      | Szwecja · Daniel Richardsson · Johan Olsson · Marcus Hellner · Calle Halfvarsson            | Francja · Jean-Marc Gaillard · Maurice Manificat · Robin Duvillard · Adrien Backscheider                                                       | [ 161 ] |
| 2017, Lahti            | Norwegia · Didrik Tønseth · Niklas Dyrhaug · Martin Johnsrud Sundby · Finn Hågen Krogh                                                                             | Rosja · Andriej Łarkow · Aleksandr Biessmiertnych · Aleksiej Czerwotkin · Siergiej Ustiugow | Szwecja · Daniel Richardsson · Johan Olsson · Marcus Hellner · Calle Halfvarsson                                                               | [ 162 ] |
| 2019, Innsbruck        | Norwegia · Emil Iversen · Martin Johnsrud Sundby · Sjur Røthe · Johannes Høsflot Klæbo                                                                             | Rosja · Andriej Łarkow · Aleksandr Biessmiertnych · Aleksandr Bolszunow · Siergiej Ustiugow | Francja · Adrien Backscheider · Maurice Manificat · Clément Parisse · Richard Jouve                                                            | [ 163 ] |
| 2021, Oberstdorf       | Norwegia · Pål Golberg · Emil Iversen · Hans Christer Holund · Johannes Høsflot Klæbo                                                                              | RSF Aleksiej Czerwotkin Iwan Jakimuszkin Artiom Malcew Aleksandr Bolszunow                  | Francja · Hugo Lapalus · Maurice Manificat · Clément Parisse · Jules Lapierre                                                                  | [ 164 ] |
| 2023, Planica          | Norwegia · Hans Christer Holund · Pål Golberg · Simen Hegstad Krüger · Johannes Høsflot Klæbo                                                                      | Finlandia · Ristomatti Hakola · Iivo Niskanen · Perttu Hyvärinen · Niko Anttola             | Niemcy · Albert Kuchler · Janosch Brugger · Jonas Dobler · Friedrich Moch                                                                      | [ 165 ] |

### Sprint drużynowy
Zawody mistrzostw świata w sprincie drużynowym mężczyzn rozgrywane są od 32. edycji imprezy, czyli od 2005 roku. Jest to najnowsza konkurencja biegowa w programie mistrzostw świata.
| Rok i miejsce       | Styl      | Złoto                                          | Srebro                                            | Brąz                                               | Źr.     |
| ------------------- | --------- | ---------------------------------------------- | ------------------------------------------------- | -------------------------------------------------- | ------- |
| 2005, Oberstdorf    | dowolny   | Norwegia Tore Ruud Hofstad · Tor Arne Hetland  | Niemcy Jens Filbrich · Axel Teichmann             | Czechy Dušan Kožíšek · Martin Koukal               | [ 166 ] |
| 2007, Sapporo       | dowolny   | Włochy Renato Pasini · Cristian Zorzi          | Rosja Nikołaj Moriłow · Wasilij Roczew            | Czechy Dušan Kožíšek · Milan Šperl                 | [ 167 ] |
| 2009, Liberec       | klasyczny | Norwegia Johan Kjølstad · Ola Vigen Hattestad  | Niemcy Tobias Angerer · Axel Teichmann            | Finlandia Ville Nousiainen · Sami Jauhojärvi       | [ 168 ] |
| 2011, Oslo          | klasyczny | Kanada Devon Kershaw · Alex Harvey             | Norwegia Petter Northug · Ola Vigen Hattestad     | Rosja Aleksandr Panżynski · Nikita Kriukow         | [ 169 ] |
| 2013, Val di Fiemme | dowolny   | Rosja Aleksiej Pietuchow · Nikita Kriukow      | Szwecja Marcus Hellner · Emil Jönsson             | Kazachstan Nikołaj Czebot´ko · Aleksiej Połtoranin | [ 170 ] |
| 2015, Falun         | dowolny   | Norwegia Finn Hågen Krogh · Petter Northug     | Rosja Aleksiej Pietuchow · Nikita Kriukow         | Włochy Dietmar Nöckler · Federico Pellegrino       | [ 171 ] |
| 2017, Lahti         | klasyczny | Rosja Nikita Kriukow · Siergiej Ustiugow       | Włochy Dietmar Nöckler · Federico Pellegrino      | Finlandia Sami Jauhojärvi · Iivo Niskanen          | [ 172 ] |
| 2019, Seefeld       | klasyczny | Norwegia Emil Iversen · Johannes Høsflot Klæbo | Rosja Aleksandr Bolszunow · Gleb Rietiwych        | Włochy Francesco De Fabiani · Federico Pellegrino  | [ 173 ] |
| 2021, Oberstdorf    | dowolny   | Norwegia Erik Valnes · Johannes Høsflot Klæbo  | Finlandia Ristomatti Hakola · Joni Mäki           | RSF Aleksandr Bolszunow Gleb Rietiwych             | [ 174 ] |
| 2023, Planica       | dowolny   | Norwegia Pål Golberg · Johannes Høsflot Klæbo  | Włochy Francesco De Fabiani · Federico Pellegrino | Francja Renaud Jay · Richard Jouve                 | [ 175 ] |

## Kobiety

### 10 km
Zawody mistrzostw świata w biegu na 10 km kobiet rozgrywane są od 14. edycji imprezy, czyli od 1954 roku. Była to jednak z dwóch pierwszych kobiecych konkurencji, obok sztafety.
| Rok i miejsce       | Styl      |                   | Złoto                   |                   | Srebro                  |                   | Brąz                         | Źr.     |
| ------------------- | --------- | ----------------- | ----------------------- | ----------------- | ----------------------- | ----------------- | ---------------------------- | ------- |
| 1954, Falun         | klasyczny |                   | Lubow Kozyriewa         | Finlandia         | Siiri Rantanen          | Finlandia         | Mirja Hietamies              | [ 176 ] |
| 1958, Lahti         | klasyczny |                   | Alewtina Kołczina       |                   | Lubow Kozyriewa         | Finlandia         | Siiri Rantanen               | [ 177 ] |
| 1962, Zakopane      | klasyczny |                   | Alewtina Kołczina       |                   | Marija Gusakowa         |                   | Radja Jeroszyna              | [ 178 ] |
| 1966, Oslo          | klasyczny |                   | Kławdija Bojarskich     |                   | Alewtina Kołczina       | Szwecja           | Toini Gustafsson             | [ 179 ] |
| 1970, Wysokie Tatry | klasyczny |                   | Alewtina Olunina        | Finlandia         | Marjatta Kajosmaa       |                   | Galina Kułakowa              | [ 180 ] |
| 1974, Falun         | klasyczny |                   | Galina Kułakowa         |                   | Barbara Petzold         | Finlandia         | Helena Takalo                | [ 181 ] |
| 1978, Lahti         | klasyczny |                   | Zinaida Amosowa         |                   | Raisa Smietanina        | Finlandia         | Hilkka Riihivuori            | [ 182 ] |
| 1982, Oslo          | dowolny   | Norwegia          | Berit Aunli             | Finlandia         | Hilkka Riihivuori       | Czechosłowacja    | Květa Jeriová                | [ 183 ] |
| 1985, Seefeld       | dowolny   | Norwegia          | Anette Bøe              | Finlandia         | Marja-Liisa Kirvesniemi | Norwegia          | Grete Ingeborg Nykkelmo      | [ 184 ] |
| 1987, Oberstdorf    | klasyczny | Norwegia          | Anne Jahren             | Finlandia         | Marjo Matikainen        | Norwegia          | Brit Pettersen               | [ 185 ] |
| 1989, Lahti         | klasyczny | Finlandia         | Marja-Liisa Kirvesniemi | Finlandia         | Pirkko Määttä           | Finlandia         | Marjo Matikainen             | [ 186 ] |
| 1989, Lahti         | dowolny   |                   | Jelena Välbe            | Finlandia         | Marjo Matikainen        |                   | Tamara Tichonowa             | [ 187 ] |
| 1991, Val di Fiemme | dowolny   |                   | Jelena Välbe            | Szwecja           | Marie-Helene Westin     |                   | Tamara Tichonowa             | [ 188 ] |
| 2001, Lahti         | klasyczny | Norwegia          | Bente Skari             | Rosja             | Olga Daniłowa           | Rosja             | Łarisa Łazutina              | [ 189 ] |
| 2003, Val di Fiemme | klasyczny | Norwegia          | Bente Skari             | Estonia           | Kristina Šmigun         | Norwegia          | Hilde Gjermundshaug Pedersen | [ 190 ] |
| 2005, Oberstdorf    | dowolny   | Czechy            | Kateřina Neumannová     | Rosja             | Julija Czepałowa        | Norwegia          | Marit Bjørgen                | [ 191 ] |
| 2007, Sapporo       | dowolny   | Czechy            | Kateřina Neumannová     | Rosja             | Olga Zawjałowa          | Włochy            | Arianna Follis               | [ 192 ] |
| 2009, Liberec       | klasyczny | Finlandia         | Aino-Kaisa Saarinen     | Włochy            | Marianna Longa          | Polska            | Justyna Kowalczyk            | [ 193 ] |
| 2011, Oslo          | klasyczny | Norwegia          | Marit Bjørgen           | Polska            | Justyna Kowalczyk       | Finlandia         | Aino-Kaisa Saarinen          | [ 194 ] |
| 2013, Val di Fiemme | dowolny   | Norwegia          | Therese Johaug          | Norwegia          | Marit Bjørgen           | Rosja             | Julija Czekalowa             | [ 195 ] |
| 2015, Falun         | dowolny   | Szwecja           | Charlotte Kalla         | Stany Zjednoczone | Jessica Diggins         | Stany Zjednoczone | Caitlin Gregg                | [ 196 ] |
| 2017, Lahti         | klasyczny | Norwegia          | Marit Bjørgen           | Szwecja           | Charlotte Kalla         | Norwegia          | Astrid Jacobsen              | [ 197 ] |
| 2019, Seefeld       | klasyczny | Norwegia          | Therese Johaug          | Szwecja           | Frida Karlsson          | Norwegia          | Ingvild Flugstad Østberg     | [ 198 ] |
| 2021, Oberstdorf    | dowolny   | Norwegia          | Therese Johaug          | Szwecja           | Frida Karlsson          | Szwecja           | Ebba Andersson               | [ 199 ] |
| 2023, Planica       | dowolny   | Stany Zjednoczone | Jessica Diggins         | Szwecja           | Frida Karlsson          | Szwecja           | Ebba Andersson               | [ 200 ] |

### 30 km
Zawody mistrzostw świata w biegu na 30 km kobiet rozgrywane są od 20. edycji imprezy, czyli od 1978 roku. W latach 1978–1987 bieg odbywał się na dystansie 20 km. Począwszy od 2005 roku bieg ten rozgrywany jest ze startu masowego.
| Rok i miejsce       | Styl      |                 | Złoto                   |                 | Srebro                   |                 | Brąz                 | Źr.     |
| ------------------- | --------- | --------------- | ----------------------- | --------------- | ------------------------ | --------------- | -------------------- | ------- |
| 1978, Lahti         | klasyczny |                 | Zinaida Amosowa         |                 | Raisa Smietanina         | Finlandia       | Helena Takalo        | [ 201 ] |
| 1982, Oslo          | dowolny   |                 | Raisa Smietanina        | Norwegia        | Berit Aunli              | Finlandia       | Hilkka Riihivuori    | [ 202 ] |
| 1985, Seefeld       | dowolny   | Norwegia        | Grete Ingeborg Nykkelmo | Norwegia        | Brit Pettersen           | Norwegia        | Anette Bøe           | [ 203 ] |
| 1987, Oberstdorf    | dowolny   | Szwecja         | Marie-Helene Westin     |                 | Anfisa Riezcowa          |                 | Łarisa Pticyna       | [ 204 ] |
| 1989, Lahti         | dowolny   |                 | Jelena Välbe            |                 | Łarisa Łazutina          | Finlandia       | Marjo Matikainen     | [ 205 ] |
| 1991, Val di Fiemme | dowolny   |                 | Lubow Jegorowa          |                 | Jelena Välbe             | Włochy          | Manuela Di Centa     | [ 206 ] |
| 1993, Falun         | dowolny   | Włochy          | Stefania Belmondo       | Włochy          | Manuela Di Centa         | Rosja           | Lubow Jegorowa       | [ 207 ] |
| 1995, Thunder Bay   | dowolny   | Rosja           | Jelena Välbe            | Włochy          | Manuela Di Centa         | Szwecja         | Antonina Ordina      | [ 208 ] |
| 1997, Trondheim     | klasyczny | Rosja           | Jelena Välbe            | Włochy          | Stefania Belmondo        | Norwegia        | Marit Mikkelsplass   | [ 209 ] |
| 1999, Ramsau        | klasyczny | Rosja           | Łarisa Łazutina         | Rosja           | Olga Daniłowa            | Estonia         | Kristina Šmigun      | [ 210 ] |
| 2001, Lahti         | dowolny   | Zawody odwołane | Zawody odwołane         | Zawody odwołane | Zawody odwołane          | Zawody odwołane | Zawody odwołane      | –       |
| 2003, Val di Fiemme | dowolny   | Rosja           | Olga Zawjałowa          | Rosja           | Jelena Buruchina         | Estonia         | Kristina Šmigun      | [ 211 ] |
| 2005, Oberstdorf    | klasyczny | Norwegia        | Marit Bjørgen           | Finlandia       | Virpi Kuitunen           | Rosja           | Natalja Baranowa     | [ 212 ] |
| 2007, Sapporo       | klasyczny | Finlandia       | Virpi Kuitunen          | Norwegia        | Kristin Størmer Steira   | Norwegia        | Therese Johaug       | [ 213 ] |
| 2009, Liberec       | dowolny   | Polska          | Justyna Kowalczyk       | Rosja           | Jewgienija Miedwiediewa  | Ukraina         | Wałentyna Szewczenko | [ 214 ] |
| 2011, Oslo          | dowolny   | Norwegia        | Therese Johaug          | Norwegia        | Marit Bjørgen            | Polska          | Justyna Kowalczyk    | [ 215 ] |
| 2013, Val di Fiemme | klasyczny | Norwegia        | Marit Bjørgen           | Polska          | Justyna Kowalczyk        | Norwegia        | Therese Johaug       | [ 216 ] |
| 2015, Falun         | klasyczny | Norwegia        | Therese Johaug          | Norwegia        | Marit Bjørgen            | Szwecja         | Charlotte Kalla      | [ 217 ] |
| 2017, Lahti         | dowolny   | Norwegia        | Marit Bjørgen           | Norwegia        | Heidi Weng               | Norwegia        | Astrid Jacobsen      | [ 218 ] |
| 2019, Seefeld       | dowolny   | Norwegia        | Therese Johaug          | Norwegia        | Ingvild Flugstad Østberg | Szwecja         | Frida Karlsson       | [ 219 ] |
| 2021, Oberstdorf    | klasyczny | Norwegia        | Therese Johaug          | Norwegia        | Heidi Weng               | Szwecja         | Frida Karlsson       | [ 220 ] |
| 2023, Planica       | klasyczny | Szwecja         | Ebba Andersson          | Norwegia        | Anne Kjersti Kalvå       | Szwecja         | Frida Karlsson       | [ 221 ] |

### Bieg pościgowy/łączony
Zawody mistrzostw świata w biegu pościgowym/łączonym kobiet rozgrywane są od 26. edycji imprezy, czyli od 1993 roku. Pierwotnie zawodniczki rywalizowały najpierw w biegu na 5 km techniką klasyczną, a następnie na dystansie 10 km stylem dowolnym, przy czym biegi te nie były rozgrywane tego samego dnia. W 2001 roku zmieniono format na dwa biegi po 5 km w każdej z technik, a całość zawodów rozgrywała się tego samego dnia, bez przerwy. Od 2005 roku zwiększono dystans do dwóch rund po 7,5 km.
| Rok i miejsce       |           | Złoto             |           | Srebro                   |           | Brąz                   | Źr.     |
| ------------------- | --------- | ----------------- | --------- | ------------------------ | --------- | ---------------------- | ------- |
| 1993, Falun         | Włochy    | Stefania Belmondo | Rosja     | Łarisa Łazutina          | Rosja     | Lubow Jegorowa         | [ 222 ] |
| 1995, Thunder Bay   | Rosja     | Łarisa Łazutina   | Rosja     | Nina Gawriluk            | Rosja     | Olga Daniłowa          | [ 223 ] |
| 1997, Trondheim     | Rosja     | Jelena Välbe      | Włochy    | Stefania Belmondo        | Rosja     | Nina Gawriluk          | [ 224 ] |
| 1999, Ramsau        | Włochy    | Stefania Belmondo | Rosja     | Nina Gawriluk            | Ukraina   | Iryna Taranenko        | [ 225 ] |
| 2001, Lahti         | Finlandia | Virpi Kuitunen    | Rosja     | Łarisa Łazutina          | Rosja     | Olga Daniłowa          | [ 226 ] |
| 2003, Val di Fiemme | Estonia   | Kristina Šmigun   | Niemcy    | Evi Sachenbacher         | Rosja     | Olga Zawjałowa         | [ 227 ] |
| 2005, Oberstdorf    | Rosja     | Julija Czepałowa  | Norwegia  | Marit Bjørgen            | Norwegia  | Kristin Størmer Steira | [ 228 ] |
| 2007, Sapporo       | Rosja     | Olga Zawjałowa    | Czechy    | Kateřina Neumannová      | Norwegia  | Kristin Størmer Steira | [ 229 ] |
| 2009, Liberec       | Polska    | Justyna Kowalczyk | Norwegia  | Kristin Størmer Steira   | Finlandia | Aino-Kaisa Saarinen    | [ 230 ] |
| 2011, Oslo          | Norwegia  | Marit Bjørgen     | Polska    | Justyna Kowalczyk        | Norwegia  | Therese Johaug         | [ 231 ] |
| 2013, Val di Fiemme | Norwegia  | Marit Bjørgen     | Norwegia  | Therese Johaug           | Norwegia  | Heidi Weng             | [ 232 ] |
| 2015, Falun         | Norwegia  | Therese Johaug    | Norwegia  | Astrid Jacobsen          | Szwecja   | Charlotte Kalla        | [ 233 ] |
| 2017, Lahti         | Norwegia  | Marit Bjørgen     | Finlandia | Krista Pärmäkoski        | Szwecja   | Charlotte Kalla        | [ 234 ] |
| 2019, Seefeld       | Norwegia  | Therese Johaug    | Norwegia  | Ingvild Flugstad Østberg | Rosja     | Natalja Niepriajewa    | [ 235 ] |
| 2021, Oberstdorf    | Norwegia  | Therese Johaug    | Szwecja   | Frida Karlsson           | Szwecja   | Ebba Andersson         | [ 236 ] |
| 2023, Planica       | Szwecja   | Ebba Andersson    | Szwecja   | Frida Karlsson           | Norwegia  | Astrid Øyre Slind      | [ 237 ] |

### Sprint
Zawody mistrzostw świata w sprincie kobiet rozgrywane są od 30. edycji imprezy, czyli od 2001 roku.
| Rok i miejsce       | Styl      |           | Złoto                  |                   | Srebro                 |                   | Brąz                         | Źr.     |
| ------------------- | --------- | --------- | ---------------------- | ----------------- | ---------------------- | ----------------- | ---------------------------- | ------- |
| 2001, Lahti         | dowolny   | Finlandia | Pirjo Muranen          | Finlandia         | Kati Sundqvist         | Rosja             | Julija Czepałowa             | [ 238 ] |
| 2003, Val di Fiemme | dowolny   | Norwegia  | Marit Bjørgen          | Niemcy            | Claudia Künzel         | Norwegia          | Hilde Gjermundshaug Pedersen | [ 239 ] |
| 2005, Oberstdorf    | klasyczny | Szwecja   | Emilie Öhrstig         | Szwecja           | Lina Andersson         | Kanada            | Sara Renner                  | [ 240 ] |
| 2007, Sapporo       | klasyczny | Norwegia  | Astrid Jacobsen        | Słowenia          | Petra Majdič           | Finlandia         | Virpi Kuitunen               | [ 241 ] |
| 2009, Liberec       | dowolny   | Włochy    | Arianna Follis         | Stany Zjednoczone | Kikkan Randall         | Finlandia         | Pirjo Muranen                | [ 242 ] |
| 2011, Oslo          | dowolny   | Norwegia  | Marit Bjørgen          | Włochy            | Arianna Follis         | Słowenia          | Petra Majdič                 | [ 243 ] |
| 2013, Val di Fiemme | klasyczny | Norwegia  | Marit Bjørgen          | Szwecja           | Ida Ingemarsdotter     | Norwegia          | Maiken Caspersen Falla       | [ 244 ] |
| 2015, Falun         | klasyczny | Norwegia  | Marit Bjørgen          | Szwecja           | Stina Nilsson          | Norwegia          | Maiken Caspersen Falla       | [ 245 ] |
| 2017, Lahti         | dowolny   | Norwegia  | Maiken Caspersen Falla | Stany Zjednoczone | Jessica Diggins        | Stany Zjednoczone | Kikkan Randall               | [ 246 ] |
| 2019, Seefeld       | dowolny   | Norwegia  | Maiken Caspersen Falla | Szwecja           | Stina Nilsson          | Norwegia          | Mari Eide                    | [ 247 ] |
| 2021, Oberstdorf    | klasyczny | Szwecja   | Jonna Sundling         | Norwegia          | Maiken Caspersen Falla | Słowenia          | Anamarija Lampič             | [ 248 ] |
| 2023, Planica       | klasyczny | Szwecja   | Jonna Sundling         | Szwecja           | Emma Ribom             | Szwecja           | Maja Dahlqvist               | [ 249 ] |

### 5 km
Zawody mistrzostw świata w biegu na 5 km kobiet rozgrywane były w latach 1962–1999.
| Rok i miejsce       | Styl      |           | Złoto             |                | Srebro                  |            | Brąz                    | Źr.     |
| ------------------- | --------- | --------- | ----------------- | -------------- | ----------------------- | ---------- | ----------------------- | ------- |
| 1962, Zakopane      | klasyczny |           | Alewtina Kołczina |                | Lubow Baranowa          |            | Marija Gusakowa         | [ 250 ] |
| 1966, Oslo          | klasyczny |           | Alewtina Kołczina |                | Kławdija Bojarskich     |            | Rita Aczkina            | [ 251 ] |
| 1970, Wysokie Tatry | klasyczny |           | Galina Kułakowa   |                | Galina Piluszenko       |            | Nina Fiodorowa          | [ 252 ] |
| 1974, Falun         | klasyczny |           | Galina Kułakowa   | Czechosłowacja | Blanka Paulů            |            | Raisa Smietanina        | [ 253 ] |
| 1978, Lahti         | klasyczny | Finlandia | Helena Takalo     | Finlandia      | Hilkka Riihivuori       |            | Raisa Smietanina        | [ 254 ] |
| 1982, Oslo          | dowolny   | Norwegia  | Berit Aunli       | Finlandia      | Hilkka Riihivuori       | Norwegia   | Brit Pettersen          | [ 255 ] |
| 1985, Seefeld       | klasyczny | Norwegia  | Anette Bøe        | Finlandia      | Marja-Liisa Kirvesniemi | Norwegia   | Grete Ingeborg Nykkelmo | [ 256 ] |
| 1987, Oberstdorf    | klasyczny | Finlandia | Marjo Matikainen  |                | Anfisa Riezcowa         | Szwajcaria | Evi Kratzer             | [ 257 ] |
| 1991, Val di Fiemme | klasyczny | Norwegia  | Trude Dybendahl   | Finlandia      | Marja-Liisa Kirvesniemi | Włochy     | Manuela Di Centa        | [ 258 ] |
| 1993, Falun         | klasyczny | Rosja     | Łarisa Łazutina   | Rosja          | Lubow Jegorowa          | Norwegia   | Trude Dybendahl         | [ 259 ] |
| 1995, Thunder Bay   | klasyczny | Rosja     | Łarisa Łazutina   | Rosja          | Nina Gawriluk           | Włochy     | Manuela Di Centa        | [ 260 ] |
| 1997, Trondheim     | klasyczny | Rosja     | Jelena Välbe      | Włochy         | Stefania Belmondo       | Rosja      | Olga Daniłowa           | [ 261 ] |
| 1999, Ramsau        | klasyczny | Norwegia  | Bente Martinsen   | Rosja          | Olga Daniłowa           | Czechy     | Kateřina Neumannová     | [ 262 ] |

### 15 km
Zawody mistrzostw świata w biegu na 15 km kobiet rozgrywane były w latach 1989–2003. W 2003 roku bieg odbył się ze startu masowego.
| Rok i miejsce       | Styl      |           | Złoto             |           | Srebro                  |           | Brąz                  | Źr.     |
| ------------------- | --------- | --------- | ----------------- | --------- | ----------------------- | --------- | --------------------- | ------- |
| 1989, Lahti         | klasyczny | Finlandia | Marjo Matikainen  | Finlandia | Marja-Liisa Kirvesniemi | Finlandia | Pirkko Määttä         | [ 263 ] |
| 1991, Val di Fiemme | klasyczny |           | Jelena Välbe      | Norwegia  | Trude Dybendahl         | Włochy    | Stefania Belmondo     | [ 264 ] |
| 1993, Falun         | klasyczny | Rosja     | Jelena Välbe      | Finlandia | Marja-Liisa Kirvesniemi | Finlandia | Marjut Rolig          | [ 265 ] |
| 1995, Thunder Bay   | klasyczny | Rosja     | Łarisa Łazutina   | Rosja     | Jelena Välbe            | Norwegia  | Inger Helene Nybråten | [ 266 ] |
| 1997, Trondheim     | dowolny   | Rosja     | Jelena Välbe      | Włochy    | Stefania Belmondo       | Czechy    | Kateřina Neumannová   | [ 267 ] |
| 1999, Ramsau        | dowolny   | Włochy    | Stefania Belmondo | Estonia   | Kristina Šmigun         | Austria   | Maria Theurl          | [ 268 ] |
| 2001, Lahti         | klasyczny | Norwegia  | Bente Skari       | Rosja     | Olga Daniłowa           | Finlandia | Kaisa Varis           | [ 269 ] |
| 2003, Val di Fiemme | klasyczny | Norwegia  | Bente Skari       | Estonia   | Kristina Šmigun         | Rosja     | Olga Zawjałowa        | [ 270 ] |

### Sztafeta 4×5 km
Zawody mistrzostw świata w sztafecie kobiet rozgrywane są od 14. edycji imprezy, czyli od 1954 roku. Pierwotnie zawodniczki rywalizowały w formacie 3×5 km, który zmieniono w 1974 roku na 4×5 km.
| Rok i miejsce          | Złoto                                                                                               | Srebro | Brąz                                                                                         | Źr.     |
| ---------------------- | --------------------------------------------------------------------------------------------------- | --- | -------------------------------------------------------------------------------------------- | ------- |
| 1954, Falun            | ZSRR · Lubow Kozyriewa · Margarita Maslennikowa · Walentina Cariowa                                 | Finlandia · Sirkka Polkunen · Mirja Hietamies · Siiri Rantanen                                            | Szwecja · Anna-Lisa Eriksson · Märta Norberg · Sonja Edström                                 | [ 271 ] |
| 1958, Lahti            | ZSRR · Radja Jeroszyna · Alewtina Kołczina · Lubow Kozyriewa                                        | Finlandia · Toini Pöysti · Pirkko Korkee · Siiri Rantanen                                                 | Szwecja · Märta Norberg · Irma Johansson · Sonja Edström                                     | [ 272 ] |
| 1962, Zakopane         | ZSRR · Lubow Kozyriewa · Marija Gusakowa · Alewtina Kołczina                                        | Szwecja · Barbro Martinsson · Britt Strandberg · Toini Gustafsson                                         | Finlandia · Siiri Rantanen · Eeva Ruoppa · Mirja Lehtonen                                    | [ 273 ] |
| 1966, Oslo             | ZSRR · Kławdija Bojarskich · Rita Aczkina · Alewtina Kołczina                                       | Norwegia · Ingrid Wigernæs · Inger Aufles · Berit Mørdre Lammedal                                         | Szwecja · Barbro Martinsson · Britt Strandberg · Toini Gustafsson                            | [ 274 ] |
| 1970, Vysoké Tatry     | ZSRR · Nina Fiodorowa · Galina Kułakowa · Alewtina Olunina                                          | NRD · Gabriele Haupt · Renate Fischer · Anna Unger                                                        | Finlandia · Senja Pusula · Helena Takalo · Marjatta Kajosmaa                                 | [ 275 ] |
| 1974, Falun            | ZSRR · Nina Fiodorowa · Nina Seliunina · Raisa Smietanina · Galina Kułakowa                         | NRD · Sigrun Krause · Petra Hinze · Barbara Petzold · Veronika Schmidt                                    | Czechosłowacja · Alena Bartošová · Gabriela Sekajová · Miroslava Jaškovská · Blanka Paulů    | [ 276 ] |
| 1978, Lahti            | Finlandia · Taina Impiö · Marja-Liisa Hämäläinen · Hilkka Riihivuori · Helena Takalo                | NRD · Marlies Rostock · Birgit Schreiber · Barbara Petzold · Christel Meinel                              | ZSRR · Nina Roczewa · Zinaida Amosowa · Raisa Smietanina · Galina Kułakowa                   | [ 277 ] |
| 1982, Oslo             | Norwegia · Anette Bøe · Inger Helene Nybråten · Berit Aunli · Brit Pettersen                        | ZSRR · Lubow Ladowa · Lubow Zabołocka · Raisa Smietanina · Galina Kułakowa                                | NRD · Petra Sölter · Carola Anding · Barbara Petzold · Veronika Schmidt                      | [ 278 ] |
| 1985, Seefeld in Tirol | ZSRR · Tamara Tichonowa · Raisa Smietanina · Lilija Wasilczenko · Anfisa Romanowa                   | Norwegia · Anette Bøe · Anne Jahren · Grete Ingeborg Nykkelmo · Berit Aunli                               | NRD · Manuela Drescher · Gaby Nestler · Antje Misersky · Ute Noack                           | [ 279 ] |
| 1987, Oberstdorf       | ZSRR · Antonina Ordina · Nina Gawriluk · Łarisa Pticyna · Anfisa Riezcowa                           | Norwegia · Marianne Dahlmo · Nina Skeime · Anne Jahren · Anette Bøe                                       | Szwecja · Magdalena Wallin · Karin Lamberg-Skog · Annika Dahlman · Marie-Helene Westin       | [ 280 ] |
| 1989, Lahti            | Finlandia · Pirkko Määttä · Marja-Liisa Kirvesniemi · Jaana Savolainen · Marjo Matikainen           | ZSRR · Julija Szamszurina · Raisa Smietanina · Tamara Tichonowa · Jelena Välbe                            | Norwegia · Inger Helene Nybråten · Anne Jahren · Nina Skeime · Marianne Dahlmo               | [ 281 ] |
| 1991, Predazzo         | ZSRR · Lubow Jegorowa · Raisa Smietanina · Tamara Tichonowa · Jelena Välbe                          | Włochy · Bice Vanzetta · Manuela Di Centa · Gabriella Paruzzi · Stefania Belmondo                         | Norwegia · Solveig Pedersen · Inger Helene Nybråten · Elin Nilsen · Trude Dybendahl          | [ 282 ] |
| 1993, Falun            | Rosja · Jelena Välbe · Łarisa Łazutina · Nina Gawriluk · Lubow Jegorowa                             | Włochy · Gabriella Paruzzi · Bice Vanzetta · Manuela Di Centa · Stefania Belmondo                         | Norwegia · Trude Dybendahl · Inger Helene Nybråten · Anita Moen · Elin Nilsen                | [ 283 ] |
| 1995, Thunder Bay      | Rosja · Olga Daniłowa · Jelena Välbe · Łarisa Łazutina · Nina Gawriluk                              | Norwegia · Marit Mikkelsplass · Inger Helene Nybråten · Elin Nilsen · Anita Moen-Guidon                   | Szwecja · Anna Frithioff · Marie-Helene Westin · Antonina Ordina · Anette Fanqvist           | [ 284 ] |
| 1997, Trondheim        | Rosja · Olga Daniłowa · Łarisa Łazutina · Nina Gawriluk · Jelena Välbe                              | Norwegia · Bente Martinsen · Marit Mikkelsplass · Elin Nilsen · Trude Dybendahl Hartz                     | Finlandia · Riikka Sirviö · Tuulikki Pyykkönen · Kati Pulkkinen · Satu Salonen               | [ 285 ] |
| 1999, Ramsau           | Rosja · Olga Daniłowa · Łarisa Łazutina · Anfisa Riezcowa · Nina Gawriluk                           | Włochy · Sabina Valbusa · Gabriella Paruzzi · Antonella Confortola · Stefania Belmondo                    | Niemcy · Viola Bauer · Ramona Roth · Evi Sachenbacher · Sigrid Wille                         | [ 286 ] |
| 2001, Lahti            | Rosja · Olga Daniłowa · Łarisa Łazutina · Julija Czepałowa · Nina Gawriluk                          | Norwegia · Anita Moen · Bente Skari · Elin Nilsen · Hilde Gjermundshaug Pedersen                          | Włochy · Gabriella Paruzzi · Sabina Valbusa · Stefania Belmondo · Cristina Paluselli         | [ 287 ] |
| 2003, Predazzo         | Niemcy · Manuela Henkel · Viola Bauer · Claudia Künzel · Evi Sachenbacher                           | Norwegia · Anita Moen · Marit Bjørgen · Hilde Gjermundshaug Pedersen · Vibeke Skofterud                   | Rosja · Natalja Korostielowa · Olga Zawjałowa · Jelena Buruchina · Nina Gawriluk             | [ 288 ] |
| 2005, Oberstdorf       | Norwegia · Vibeke Skofterud · Hilde Gjermundshaug Pedersen · Kristin Størmer Steira · Marit Bjørgen | Rosja · Łarisa Kurkina · Natalja Baranowa-Masałkina · Jewgienija Miedwiediewa-Arbuzowa · Julija Czepałowa | Włochy · Gabriella Paruzzi · Antonella Confortola · Sabina Valbusa · Arianna Follis          | [ 289 ] |
| 2007, Sapporo          | Finlandia · Virpi Kuitunen · Aino-Kaisa Saarinen · Riitta-Liisa Roponen · Pirjo Manninen            | Niemcy · Stefanie Böhler · Viola Bauer · Claudia Künzel-Nystad · Evi Sachenbacher-Stehle                  | Norwegia · Vibeke Skofterud · Marit Bjørgen · Kristin Størmer Steira · Astrid Jacobsen       | [ 290 ] |
| 2009, Liberec          | Finlandia · Pirjo Muranen · Virpi Kuitunen · Riitta-Liisa Roponen · Aino-Kaisa Saarinen             | Niemcy · Katrin Zeller · Evi Sachenbacher-Stehle · Miriam Gössner · Claudia Nystad                        | Szwecja · Lina Andersson · Britta Norgren · Anna Jönsson Haag · Charlotte Kalla              | [ 291 ] |
| 2011, Oslo             | Norwegia · Vibeke Skofterud · Therese Johaug · Kristin Størmer Steira · Marit Bjørgen               | Szwecja · Ida Ingemarsdotter · Anna Jönsson Haag · Maria Rydqvist · Charlotte Kalla                       | Finlandia · Pirjo Muranen · Aino-Kaisa Saarinen · Riitta-Liisa Roponen · Krista Lähteenmäki  | [ 292 ] |
| 2013, Predazzo         | Norwegia · Heidi Weng · Therese Johaug · Kristin Størmer Steira · Marit Bjørgen                     | Szwecja · Ida Ingemarsdotter · Emma Wikén · Anna Jönsson Haag · Charlotte Kalla                           | Rosja · Julija Iwanowa · Alija Iksanowa · Marija Guszczina · Julija Czekalowa                | [ 293 ] |
| 2015, Falun            | Norwegia · Heidi Weng · Therese Johaug · Astrid Jacobsen · Marit Bjørgen                            | Szwecja · Sofia Bleckur · Charlotte Kalla · Maria Rydqvist · Stina Nilsson                                | Finlandia · Aino-Kaisa Saarinen · Kerttu Niskanen · Riitta-Liisa Roponen · Krista Pärmäkoski | [ 294 ] |
| 2017, Lahti            | Norwegia · Maiken Caspersen Falla · Heidi Weng · Astrid Jacobsen · Marit Bjørgen                    | Szwecja · Anna Jönsson Haag · Charlotte Kalla · Ebba Andersson · Stina Nilsson                            | Finlandia · Aino-Kaisa Saarinen · Kerttu Niskanen · Laura Mononen · Krista Pärmäkoski        | [ 295 ] |
| 2019, Innsbruck        | Szwecja · Ebba Andersson · Frida Karlsson · Charlotte Kalla · Stina Nilsson                         | Norwegia · Heidi Weng · Ingvild Flugstad Østberg · Astrid Jacobsen · Therese Johaug                       | Rosja · Julija Biełorukowa · Anastasija Siedowa · Anna Nieczajewska · Natalja Niepriajewa    | [ 296 ] |
| 2021, Oberstdorf       | Norwegia · Tiril Udnes Weng · Heidi Weng · Therese Johaug · Helene Marie Fossesholm                 | RSF Jana Kirpiczenko Julija Stupak Tatjana Sorina Natalja Niepriajewa                                     | Finlandia · Jasmi Joensuu · Johanna Matintalo · Riitta-Liisa Roponen · Krista Pärmäkoski     | [ 297 ] |
| 2023, Planica          | Norwegia · Tiril Udnes Weng · Astrid Øyre Slind · Ingvild Flugstad Østberg · Anne Kjersti Kalvå     | Niemcy · Laura Gimmler · Katharina Hennig · Pia Fink · Victoria Carl                                      | Szwecja · Emma Ribom · Ebba Andersson · Frida Karlsson · Maja Dahlqvist                      | [ 298 ] |

### Sprint drużynowy
Zawody mistrzostw świata w sprincie drużynowym kobiet rozgrywane są od 32. edycji imprezy, czyli od 2005 roku. Jest to najnowsza konkurencja biegowa w programie mistrzostw świata.
| Rok i miejsce       | Styl      | Złoto                                                      | Srebro                                                 | Brąz                                                       | Źr.     |
| ------------------- | --------- | ---------------------------------------------------------- | ------------------------------------------------------ | ---------------------------------------------------------- | ------- |
| 2005, Oberstdorf    | dowolny   | Norwegia Hilde Gjermundshaug Pedersen · Marit Bjørgen      | Finlandia Riitta-Liisa Lassila · Pirjo Manninen        | Rosja Julija Czepałowa · Alona Sid´ko                      | [ 299 ] |
| 2007, Sapporo       | dowolny   | Finlandia Riitta-Liisa Roponen · Virpi Kuitunen            | Niemcy Evi Sachenbacher-Stehle · Claudia Künzel-Nystad | Norwegia Astrid Jacobsen · Marit Bjørgen                   | [ 300 ] |
| 2009, Liberec       | klasyczny | Finlandia Aino-Kaisa Saarinen · Virpi Kuitunen             | Szwecja Anna Olsson · Lina Andersson                   | Włochy Marianna Longa · Arianna Follis                     | [ 301 ] |
| 2011, Oslo          | klasyczny | Szwecja Ida Ingemarsdotter · Charlotte Kalla               | Finlandia Aino-Kaisa Saarinen · Krista Lähteenmäki     | Norwegia Maiken Caspersen Falla · Astrid Jacobsen          | [ 302 ] |
| 2013, Val di Fiemme | dowolny   | Stany Zjednoczone Jessica Diggins · Kikkan Randall         | Szwecja Charlotte Kalla · Ida Ingemarsdotter           | Finlandia Riikka Sarasoja-Lilja · Krista Lähteenmäki       | [ 303 ] |
| 2015, Falun         | dowolny   | Norwegia Ingvild Flugstad Østberg · Maiken Caspersen Falla | Szwecja Ida Ingemarsdotter · Stina Nilsson             | Polska Justyna Kowalczyk · Sylwia Jaśkowiec                | [ 304 ] |
| 2017, Lahti         | klasyczny | Norwegia Heidi Weng · Maiken Caspersen Falla               | Rosja Julija Biełorukowa · Natalja Matwiejewa          | Stany Zjednoczone Sadie Maubet Bjornsen · Jessica Diggins  | [ 305 ] |
| 2019, Seefeld       | klasyczny | Szwecja Stina Nilsson · Maja Dahlqvist                     | Słowenia Katja Višnar · Anamarija Lampič               | Norwegia Ingvild Flugstad Østberg · Maiken Caspersen Falla | [ 306 ] |
| 2021, Oberstdorf    | dowolny   | Szwecja Maja Dahlqvist · Jonna Sundling                    | Szwajcaria Laurien van der Graaff · Nadine Fähndrich   | Słowenia Eva Urevc · Anamarija Lampič                      | [ 307 ] |
| 2023, Planica       | dowolny   | Szwecja Emma Ribom · Jonna Sundling                        | Norwegia Anne Kjersti Kalvå · Tiril Udnes Weng         | Stany Zjednoczone Jessica Diggins · Julia Kern             | [ 308 ] |